# Metallochlora zebraea
Metallochlora zebraea là một loài bướm đêm trong họ Geometridae.